# 吉菲昂噴泉

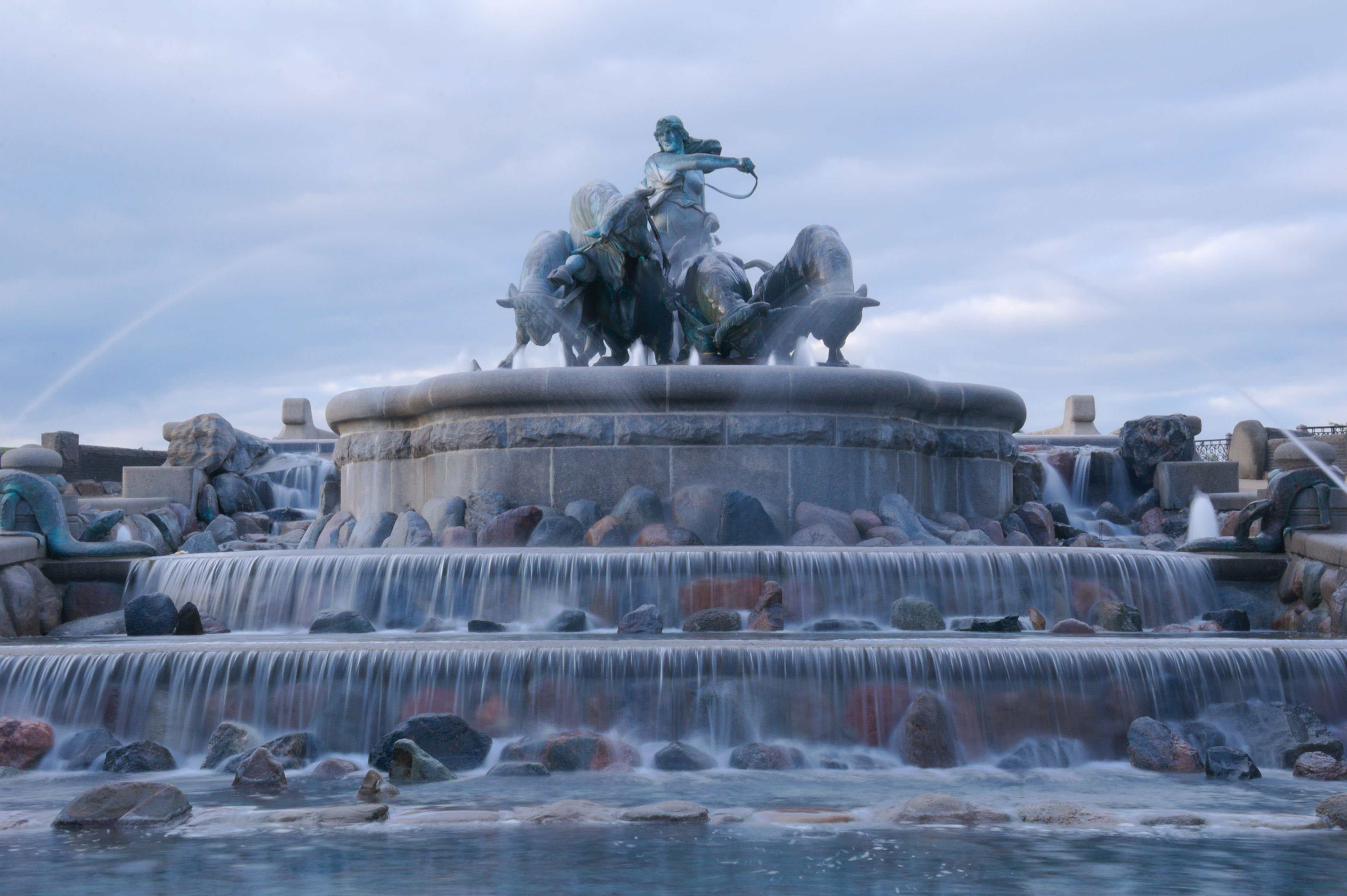
吉菲昂噴泉

吉菲昂噴泉（Gefionspringvandet）是一個大型噴泉，位於丹麥哥本哈根海濱。它是由北歐女神吉菲昂（Gefjun）與四頭牛所組成。它位於Nordre Toldbod區域，毗鄰卡斯特雷特和长堤公园（Langelinie）。這是哥本哈根最大的噴泉，並作為一個許願井。

## 傳說
古代瑞典有位戈尔弗国王答应女神吉菲昂可以从瑞典国土挖出一块土地，但是限时一個昼夜。于是吉菲昂女神把她的四个儿子化为四頭牛，用犁从瑞典国土挖出一大块土地，并把土地移到海上，就成為现在的西兰岛。